# Rolls-Royce Droptail
De Rolls-Royce Droptail is een tweedeurs luxecabriolet ontwikkeld door het Britse automerk Rolls-Royce. De auto werd in augustus 2023 geïntroduceerd en wordt gebouwd in een beperkte oplage van vier exemplaren die elk een eigen kleur, naam en interieur krijgen.

## Ontwerp
De Droptail maakt gebruik van een nieuw monocoque chassis in plaats van een aluminium spaceframe-chassis. De auto wordt aangedreven door een 6,75-liter V12-motor met dubbele turbocompressor, een variant van de V12-motor van BMW.
De styling van de auto's is geïnspireerd op klassieke Rolls-Royce roadsters, jachten en Amerikaanse hot rods uit de jaren dertig, aangevuld met accenten uit de horlogemakerij.
De auto's worden gebouwd door de gespecialiseerde Coachbuild-afdeling van Rolls-Royce. De prijs van de Droptail wordt niet bekend gemaakt, maar naar verluidt zou voor elk exemplaar zo'n 30 miljoen euro moeten neergeteld worden.

## Modellen
De eerste variant kreeg de naam La Rose Noire en werd gepresenteerd tijdens een besloten event nabij Pebble Beach in Californië. De naam en styling zijn geïnspireerd op de Franse "Black Baccara"-roos. De auto is voorzien van een Audemars Piguet Royal Oak Concept-horloge en van 1603 stukjes zwarte esdoornfineer uit Frankrijk die een abstract patroon van vallende rozenblaadjes weergeven.
De tweede variant is de Amethist. De naam en styling zijn geïnspireerd op amethist, de geboortesteen van de zoon van de eigenaar. De auto beschikt over een Vacheron Constantin-horloge en echte amethiststenen.
De derde variant is de Arcadia. De naam verwijst naar een locatie in de Griekse mythologie die de hemel op aarde zou moeten vertegenwoordigen. Bij de styling werd santoshout gebruikt. De auto bevat het meest complexe klokje dat Rolls-Royce ooit heeft gemaakt.
Huidige modellen:
Ghost ·
Spectre ·
Phantom VIII ·
Cullinan

Recente modellen:
Wraith ·
Dawn ·
Phantom VII · 
Silver Seraph ·
Corniche 2000 ·
Phantom Coupé ·
Phantom Drophead Coupé

Historische modellen na de Tweede Wereldoorlog:
Silver Wraith ·
Silver Dawn ·
Phantom IV ·
Phantom V ·
Phantom VI ·
Silver Cloud ·
Silver Shadow ·
Corniche I-IV ·
Silver Spirit/Silver Spur I-IV ·
Camargue

Historische modellen voor de Tweede Wereldoorlog:
10 HP ·
Silver Ghost ·
20/25/30 HP ·
Phantom I ·
Phantom II ·
Phantom III ·
Wraith

Conceptauto's:
100EX ·
101EX ·
200EX